# Shorttrack-Weltmeisterschaften 2010
Die Shorttrack-Weltmeisterschaften 2010 fanden vom 19. bis 21. März 2010 in der bulgarischen Hauptstadt Sofia statt. Es war das zweite Mal nach den Weltmeisterschaften 2000, dass die Titelkämpfe in Sofia ausgetragen wurden.
Insgesamt wurden zwölf Wettbewerbe ausgetragen. Es gab, jeweils für Frauen und Männer, einen Mehrkampf sowie Einzelrennen über 500, 1000 und 1500 Meter. Die acht in der Mehrkampfwertung am besten platzierten Läufer nach diesen drei Strecken traten außerdem über 3000 Meter an. Zusätzlich gab es Staffelwettbewerbe, bei den Frauen über 3000 Meter und bei den Männern über 5000 Meter.
In den Mehrkampf flossen die erzielten Ergebnisse über die vier Einzelstrecken ein. Der Erstplatzierte in einem Einzelrennen bekam 34 Punkte, der Zweite 21, der Dritte 13, der Vierte acht, der Fünfte fünf, der Sechste drei, der Siebte zwei und der Achte einen. Allerdings wurden nur Punkte vergeben, wenn der Läufer das Finale erreichte. Bei einer Disqualifikation wurden keine Punkte zuerkannt. Die Addition der erzielten Punkte eines Läufers ergab das Endklassement im Mehrkampf.

## Teilnehmende Nationen
Insgesamt nahmen an der Weltmeisterschaft 34 Länder mit insgesamt 143 Athleten, 67 Frauen und 76 Männer, teil.
| Teilnehmende Nationen (Frauen/Männer) | Teilnehmende Nationen (Frauen/Männer)                                                                    | Teilnehmende Nationen (Frauen/Männer)                                                                          | Teilnehmende Nationen (Frauen/Männer)                                                                   | Teilnehmende Nationen (Frauen/Männer)                                            |
| --- | --- | --- | --- | -------------------------------------------------------------------------------- |
| Australien (1/0) Belgien (0/1) Bosnien und Herzegowina (0/1) Bulgarien (5/5) Volksrepublik China (5/5) Chinesisch Taipeh (1/1) Deutschland (2/5) | Frankreich (2/2) Großbritannien (2/5) Hongkong (0/1) Israel (0/2) Italien (5/5) Japan (5/3) Kanada (5/5) | Kasachstan (2/2) Lettland (0/2) Neuseeland (0/2) Niederlande (5/2) Österreich (1/2) Polen (2/2) Rumänien (1/0) | Russland (2/2) Schweden (1/0) Serbien (1/0) Slowakei (0/1) Slowenien (1/0) Spanien (1/1) Südkorea (5/5) | Tschechien (1/1) Türkei (0/2) Ukraine (2/2) Ungarn (2/2) USA (5/5) Belarus (2/2) |

## Zeitplan
Der Zeitplan war parallel für Frauen und Männer wie folgt gestaltet.
Freitag, 19. März 2010
- 1500 m: Vorlauf, Halbfinale, Finale
- Staffel: Halbfinale (Frauen)

Samstag, 20. März 2010
- 500 m: Vorlauf, Viertelfinale, Halbfinale, Finale
- Staffel: Halbfinale (Männer)

Sonntag, 21. März 2010
- 1000 m: Vorlauf, Halbfinale, Finale
- 3000 m: Superfinale
- Staffel: Finale

## Ergebnisse

### Frauen

#### Mehrkampf
- In den Spalten 1500, 500, 1000 und 3000 m ist erst angegeben, welche Platzierung der Athlet erreichte, dahinter in Klammern, wie viele Punkte er dafür erhielt.

| Rang | Name               | Punkte | 500 m  | 1000 m | 1500 m | 3000 m |
| ---- | ------------------ | ------ | ------ | ------ | ------ | ------ |
| 1.   | Park Seung-hi      | 73     | 5 (0)  | 9 (0)  | 1 (34) | 1 (34) |
| 2.   | Wang Meng          | 68     | 1 (34) | 1 (34) | 7 (0)  | 9 (0)  |
| 3.   | Cho Ha-ri          | 55     | 9 (0)  | 2 (21) | 3 (13) | 2 (21) |
| 4.   | Lee Eun-byul       | 34     | 17 (0) | 25 (0) | 2 (21) | 3 (13) |
| 5.   | Kalyna Roberge     | 31     | 2 (21) | 14 (0) | 5 (5)  | 5 (5)  |
| 6.   | Katherine Reutter  | 29     | 6 (0)  | 3 (13) | 4 (8)  | 4 (8)  |
| 7.   | Marianne St-Gelais | 15     | 3 (13) | 16 (0) | 19 (0) | 7 (2)  |
| 8.   | Elise Christie     | 11     | 21 (0) | 4 (8)  | 12 (0) | 6 (3)  |

Park Seung-hi bekam fünf Zusatzpunkte.

#### 500 Meter
| Rang | Name               | Zeit     |
| ---- | ------------------ | -------- |
| 1.   | Wang Meng          | 43,619 s |
| 2.   | Kalyna Roberge     | 43,679 s |
| 3.   | Marianne St-Gelais | 43,747 s |
| 4.   | Jessica Gregg      | 44,066 s |
| 5.   | Park Seung-hi      | 43,512 s |
| 6.   | Katherine Reutter  | 43,957 s |
| 7.   | Arianna Fontana    | 45,295 s |
| 8.   | Sun Linlin         | 44,113 s |

Datum: 20. März 2010
Rang 1–4 im Finale, Rang 5–8 im Halbfinale.

#### 1000 Meter
| Rang | Name              | Zeit         |
| ---- | ----------------- | ------------ |
| 1.   | Wang Meng         | 1:31,603 min |
| 2.   | Cho Ha-ri         | 1:31,695 min |
| 3.   | Katherine Reutter | 1:31,747 min |
| 4.   | Elise Christie    | 1:32,993 min |
| 5.   | Jessica Gregg     | 1:31,176 min |
| 6.   | Stéphanie Bouvier | 1:31,214 min |
| 7.   | Sarah Lindsay     | 1:32,286 min |
| 8.   | Zhou Yang         | DNF          |
| 9.   | Park Seung-hi     | DSQ          |

Datum: 21. März 2010
Rang 1–4 im Finale, Rang 5–9 im Halbfinale.

#### 1500 Meter
| Rang | Name              | Zeit         |
| ---- | ----------------- | ------------ |
| 1.   | Park Seung-hi     | 2:21,570 min |
| 2.   | Lee Eun-byul      | 2:21,665 min |
| 3.   | Cho Ha-ri         | 2:21,821 min |
| 4.   | Katherine Reutter | 2:22,225 min |
| 5.   | Kalyna Roberge    | 2:22,347 min |
| 6.   | Jorien ter Mors   | 2:26,096 min |

Datum: 19. März 2010
Rang 1–6 im Finale.

#### 3000 Meter Superfinale
| Rang | Name               | Zeit         |
| ---- | ------------------ | ------------ |
| 1.   | Park Seung-hi      | 5:04,070 min |
| 2.   | Cho Ha-ri          | 5:04,188 min |
| 3.   | Lee Eun-byul       | 5:04,262 min |
| 4.   | Katherine Reutter  | 5:04,401 min |
| 5.   | Kalyna Roberge     | 5:04,837 min |
| 6.   | Elise Christie     | 5:05,419 min |
| 7.   | Marianne St-Gelais | 5:06,264 min |
| 8.   | Jessica Gregg      | 5:21,714 min |
| 9.   | Wang Meng          | 5:38,663 min |

Datum: 21. März 2010
Superfinale der acht besten Mehrkämpferinnen nach drei Strecken. Wegen Punktgleichheit traten neun Läuferinnen an.

#### 3000 Meter Staffel
| Rang | Name                                                                           | Zeit         |
| ---- | ------------------------------------------------------------------------------ | ------------ |
| 1.   | SüdkoreaKim Min-jung Cho Ha-ri Lee Eun-byul Park Seung-hi                      | 4:08,356 min |
| 2.   | KanadaTania Vicent Kalyna Roberge Jessica Gregg Marianne St-Gelais             | 4:09,310 min |
| 3.   | Vereinigte StaatenKatherine Reutter Alyson Dudek Kimberly Derrick Lana Gehring | 4:14,231 min |
| 4.   | Volksrepublik ChinaWang Meng Sun Linlin Zhang Hui Liu Qiuhong                  | DNS          |

Datum: 19. bis 21. März 2010
4 Staffeln im Finale.

### Männer

#### Mehrkampf
- In den Spalten 1500, 500, 1000 und 3000 m ist erst angegeben, welche Platzierung der Athlet erreichte, dahinter in Klammern, wie viele Punkte er dafür erhielt.

| Rang | Name                    | Punkte | 500 m  | 1000 m | 1500 m | 3000 m |
| ---- | ----------------------- | ------ | ------ | ------ | ------ | ------ |
| 1.   | Lee Ho-suk              | 86     | 5 (5)  | 1 (34) | 3 (13) | 1 (34) |
| 2.   | Kwak Yoon-gy            | 76     | 31 (0) | 2 (21) | 1 (34) | 2 (21) |
| 3.   | Liang Wenhao            | 47     | 1 (34) | 4 (8)  | 7 (0)  | 5 (5)  |
| 4.   | John Celski             | 39     | 9 (0)  | 3 (13) | 4 (8)  | 3 (13) |
| 5.   | François Hamelin        | 24     | 2 (21) | 13 (0) | 13 (0) | 6 (3)  |
| 6.   | Sung Si-bak             | 21     | 8 (0)  | 8 (0)  | 2 (21) | DNS    |
| 7.   | Charles Hamelin         | 16     | 4 (8)  | 9 (0)  | 18 (0) | 4 (8)  |
| 8.   | François-Louis Tremblay | 15     | 3 (13) | 14 (0) | 17 (0) | 7 (2)  |

John Celski bekam fünf Zusatzpunkte.

#### 500 Meter
| Rang | Name                    | Zeit     |
| ---- | ----------------------- | -------- |
| 1.   | Liang Wenhao            | 41,383 s |
| 2.   | François Hamelin        | 41,456 s |
| 3.   | François-Louis Tremblay | 41,526 s |
| 4.   | Charles Hamelin         | 41,558 s |
| 5.   | Lee Ho-suk              | 41,650 s |
| 6.   | Haralds Silovs          | 42,599 s |

Datum: 20. März 2010
Rang 1–6 im Finale.

#### 1000 Meter
| Rang | Name               | Zeit         |
| ---- | ------------------ | ------------ |
| 1.   | Lee Ho-suk         | 1:34,198 min |
| 2.   | Kwak Yoon-gy       | 1:34,231 min |
| 3.   | John Celski        | 1:34,290 min |
| 4.   | Liang Wenhao       | 1:34,349 min |
| 5.   | Thibaut Fauconnet  | 1:29,048 min |
| 6.   | Maxime Châtaignier | 1:41,801 min |
| 7.   | Han Jialiang       | 1:29,336 min |
| 8.   | Sung Si-bak        | DNF          |

Datum: 21. März 2010
Rang 1–4 im Finale, Rang 5–8 im Halbfinale.

#### 1500 Meter
| Rang | Name              | Zeit         |
| ---- | ----------------- | ------------ |
| 1.   | Kwak Yoon-gy      | 2:24,316 min |
| 2.   | Sung Si-bak       | 2:24,373 min |
| 3.   | Lee Ho-suk        | 2:24,459 min |
| 4.   | John Celski       | 2:24,570 min |
| 5.   | Thibaut Fauconnet | 2:24,739 min |
| 6.   | Travis Jayner     | 2:25,762 min |

Datum: 19. März 2010
Rang 1–6 im Finale.

#### 3000 Meter Superfinale
| Rang | Name                    | Zeit |
| ---- | ----------------------- | ---- |
| 1.   | Lee Ho-suk              |      |
| 2.   | Kwak Yoon-gy            |      |
| 3.   | John Celski             |      |
| 4.   | Charles Hamelin         |      |
| 5.   | Liang Wenhao            |      |
| 6.   | François Hamelin        |      |
| 7.   | François-Louis Tremblay |      |
| 8.   | Sung Si-bak             | DNS  |

Datum: 21. März 2010
Superfinale der acht besten Mehrkämpfer nach drei Strecken. Offizielle Endzeiten liegen nicht vor, da die automatische Zeitnahme nicht funktionierte.

#### 5000 Meter Staffel
| Rang | Name                                                                | Zeit         |
| ---- | ------------------------------------------------------------------- | ------------ |
| 1.   | SüdkoreaKim Seoung-il Lee Jung-su Kwak Yoon-gy Lee Ho-suk           | 6:44,821 min |
| 2.   | Vereinigte StaatenJohn Celski Simon Cho Travis Jayner Jordan Malone | 6:47,331 min |
| 3.   | DeutschlandTyson Heung Paul Herrmann Robert Seifert Sebastian Praus | 6:48,288 min |
| 4.   | Volksrepublik ChinaHan Jialiang Liang Wenhao Liu Xianwei Ma Yunfeng | 7:02,237 min |

Datum: 20. bis 21. März 2010
4 Staffeln im Finale.

## Medaillenspiegel
| Rang   | Nation              | Gold | Silber | Bronze | Gesamt |
| ------ | ------------------- | ---- | ------ | ------ | ------ |
| 1      | Südkorea            | 9    | 7      | 4      | 20     |
| 2      | Volksrepublik China | 3    | 1      | 1      | 5      |
| 3      | Kanada              | –    | 3      | 2      | 5      |
| 4      | Vereinigte Staaten  | –    | 1      | 4      | 5      |
| 5      | Deutschland         | –    | –      | 1      | 1      |
| Gesamt | Gesamt              | 12   | 12     | 12     | 36     |